# Yang Ling
Yang Ling (chinesisch 楊淩, Pinyin Yáng Líng; * 24. Mai 1972 in Peking) ist ein ehemaliger chinesischer Sportschütze.

## Erfolge
Yang Ling nahm an zwei Olympischen Spielen im Wettbewerb auf die Laufende Scheibe über die 10-Meter-Distanz teil. Bei den Olympischen Spielen 1996 in Atlanta stellte er in der Qualifikation mit 585 Punkten einen neuen olympischen Rekord auf und zog mit vier Punkten Vorsprung auf den zweitplatzierten Dmitri Lykin ins Finale ein. In diesem erzielte er 100,8 Punkte, was die zweitbeste Leistung der Runde war; nur sein Landsmann Xiao Jun schoss mit 102,8 Punkten ein besseres Resultat. Xiao schob sich dadurch noch auf den zweiten Rang vor, konnte Yang aber nicht mehr einholen, der somit Olympiasieger wurde. Bronze ging an Miroslav Januš. Vier Jahre darauf in Sydney beendete Yang die Qualifikation abermals auf dem ersten Platz. Mit 581 Punkten blieb er einen Punkt vor Oleg Moldovan und drei Punkte vor Niu Zhiyuan. Im Finale war Yang wie schon 1996 der zweitbeste Schütze, ihm gelangen 100,1 Punkte. Oleg Moldovan kam auf 101,0 Punkte, holte damit aber den Ein-Punkte-Rückstand nicht vollständig auf und blieb um 0,1 Punkte hinter Yang, der nunmehr zum zweiten Mal in Folge die Goldmedaille gewann. Niu Zhiyuan behauptete seinen dritten Platz aus der Qualifikation und sicherte sich Bronze.
1998 wurde Yang in Barcelona im Mannschaftswettbewerb der Disziplin Laufende Scheibe Mix Vizeweltmeister. Auch 2002 in Lahti belegte er mit der Mannschaft in diesem Wettbewerb den zweiten Rang, während er im normalen Lauf mit der Mannschaft Dritter wurde. Die Einzelkonkurrenz auf die laufende Scheibe beendete Yang auf dem zweiten Platz hinter Dmitri Lykin. Vier Jahre darauf wurde er in Zagreb erstmals Weltmeister, als er mit der Mannschaft, zu der neben ihm noch Lin Gan und Niu Zhiyuan gehörten, im Mix siegreich geblieben war. 2010 in München wiederholte er diesen Erfolg mit einem weiteren Titelgewinn, dieses Mal mit Zeng Guobin und Zhai Yujia. Im gemischten Lauf auf den laufenden Keiler belegte er mit der Mannschaft den zweiten Platz. Auf kontinentaler Ebene war Yang Ling ebenfalls sehr erfolgreich: 2000 in Pulau Langkawi wurde er Asienmeister sowie 2004 in Kuala Lumpur Vizeasienmeister im Einzel auf die laufende Scheibe. Bei Asienspielen gewann er 2002 in Busan in der Einzelkonkurrenz auf die laufende Scheibe die Bronzemedaille hinter Niu Zhiyuan und Her Dae-kyung, während er mit der Mannschaft den Titelgewinn schaffte. Gemeinsam mit Niu Zhiyuan und Zeng Guobin sicherte er sich vor der südkoreanischen und der kasachischen Mannschaft die Goldmedaille. 2010 in Guangzhou wurde er gemeinsam mit Gan Lin und Zhai Yujia erneut Asienspielesieger im Mannschaftswettbewerb des normalen Laufs. In der Mixkonkurrenz belegte er mit Gan und Zhai den zweiten Rang hinter der nordkoreanischen Mannschaft.
Yang Ling ist verheiratet.